# عازار حبيب
عازار حبيب (28 نوفمبر 1945 - 14 نوفمبر 2007)، مغني وملحن لبناني، ولد في بلدة حوش القنّعبة بقضاء راشيا. كان في بداياته أحد أعضاء فرقة غربية ثم اتجه للغناء باللغة العربية واشتهر بكثير من الأغاني المميزة مثل يا رايح ع ضيعتنا، صيدلي يا صيدلي، شو قولك، بكوار العسل، أنت رفيقي يا صديقي، عم تكبر الفرحة، يا ساكن بقلبي، عجبين الليل، وخصوصا رائعته الفريدة من نوعها «من مين بدي أسرقك» وغيرها مما يعتبر حاليا من كلاسيكيات الغناء العربي. وكان يعمل في أيامه الأخيرة لتسجيل ألبوم جديد بعنوان «بدي حبك ليل نهار».

## الموسيقى
يعتبر صاحب هوية فنية خاصة به فهو مدرسة في حد ذاته لم تتكرر سابقة لها ولن يدانيه أحد فيها ما فتح مجال التجديد لأجيال بعده. يعتبر أول من قدم الأغاني الخفيفة والطربية بذكاء شديد وتعتبر أغان سابقة لعصرها بسنوات (ويمكن مقارنته في ذلك بالراحل المصري العظيم الفنان: محمد فوزي). اشتهر عازار حبيب بآلة البزق ولا يمكن أن يأتي ذكر هذه الآلة الجميلة دون أن نذكره والعكس بالعكس حيث كان له السبق في إدخالها إلى الغناء العربي ووضع وألف لها الألحان المميزة وخاصةً في ألبومه «أسمر ملك روحي» وفي بواكير أعماله الجميلة المميزة «الحمرة الـ عخدودك».

## الألحان
ساهم في تقديم العديد والعديد من الألحان لمطربي جيله إبان فترة أواخر السبعينات وأوائل ووسط الثمانينات ما أسهم في بلوغ شهرتهم الآفاق. مثال ذلك: «طاير يا قلبي طاير» غناء «عفيف شيا» و«بحب عيونا» غناء «سالم الحاج» و«ع طبق الماس» غناء «الأمير الصغير» و«عازز عليا النوم» غناء «هادي هزيم» و«بتقولي ما حدا قدك» غناء «منعم فريحة» وغيرها الكثير والكثير من الأغنيات الرائعة التي وحسب رأي الكثير من الملحنين يجب أن تحفظ في مكتبة الموسيقى العربية كنموذج للغناء الجميل السهل الممتنع.
وعلى رغم مرور أكثر من 20 عاماً على صدور آخر ألبوماته الخمسة: «نانا» (1980)، «لولاكي يا ملاكي» (1981)، «صيدلي يا صيدلي» (1983)، «ع جبين الليل» (1985)، «بدك زقفة» (1986)، فإن أغنياته لا تغيب عن بال الجمهور: «مش مهم تكوني حدّي»، «إنت رفيقي»، «كتير محلّايي»، «عم لملم حناني». وكذلك الأغنيات التي لحّنها لزملائه وكانت العامل الرئيس في شهرتهم، بينهم: هادي هزيم (عازز عليّ النوم)، سالم الحاج (بحبّ عيونا)، الأمير الصغير (ع طبق ألماز)، منعم فريحة (عاخدك حبّة لولو)، مادونا (ع إيدك ربيت)، وصولاً إلى أمل حجازي في أغنيتها «آخر غرام، لولاكي يا ملاكي»، «صيدلي يا صيدلي»، «ع جبين الليل»، «من أيَّا ملاك» (لحن فيلمون وهبي)، مَن منّا لا يتذكّر هذه الأغنيات التي ظهرت في بداية الثمانينيات، ومثّلت «ظاهرة» ببساطتها وعفويتها ولهجتها اللبنانية؟ أغنيات بقيت محفورةً في ذاكرة الأجيال، وتحوّلت صورةً يشوبها الحنين إلى «الزمن السعيد». وقد شاء القدر أن يتزامن رحيل عازار حبيب أحد أشهر رموز تلك الحقبة مع شهر ولادته في 2007. هكذا انسحب بهدوء تماماً كما عاش حياته، بعدما سكت قلبه قبل أن يطفئ شمعته الثانية والستين.

## قائمة المطربين الذين لحن لهم
وتضم قائمة المطربين الذين لحّن لهم: مروان محفوظ - جورج كرم - هادي هزيم - جان ديدوس - منعم فريحة - سالم الحاج - عفيف شيا - الأمير الصغير - عايدة أبو جودة - جاكلين - مادونا (اللبنانية) - صباح - سهام إبراهيم - ناديا بندلي - باتريشيا - داليدا رحمه - هالة هادي..

## أعماله الفنية

### الألبومات
- نانا (1979)
- يا ملاكي (1981)
- تقاسيم بزق (1981)
- صيدلي (1983)
- ع جبين الليل (1984)
- من جديد (1985)
- بدك زقفة (1986)
- احترنا شو بدنا نغني (1990)
- لحد اليوم (1993)
- أنت الوحيدة (1995)
- أحلى السيدات (2003)[1]

## روابط خارجية
- عازار حبيب على موقع ميوزك برينز (الإنجليزية)
- عازار حبيب على موقع ديسكوغز (الإنجليزية)